# Давиде Мартело
Давиде Мартело (1. новембар 1981, Лерах), такође познат као Klavierkunst, немачки је пијаниста италијанског порекла. Одрастао је у Тунингену.
Познат је по томе што путује по зонама сукоба да би свирао свој мали клавир, који вуче иза свог бицикла користећи приколицу на електрични погон. Мартело је добио признање од Европског парламента за његов „изузетан допринос европској сарадњи и промоцији заједничких вредности“. Према његовом сајту, његов циљ је да свира у свим престоницама света.

## Наступи
Током протеста у парку Гези у Турској, увече 12. јуна 2013. године, одржан је концерт на тргу Таксим, на клавиру који је сам Давиде направио. Вече је протекло мирно без интервенције полиције, иако је наредног дана полиција запленила клавир. Наступао је и на револуцији на Мајдану у Кијеву иу Доњецку током рата у Донбасу. Године 2015. наступао је након напада у Паризу у новембру 2015. године. Мартело се довезао на свом клавиру бициклом до позоришта Батаклан (место где је 89 људи убијено у терористичком нападу) и почео да свира Imagine, песму Џона Ленона, у част жртава. Мартело је 6. октобра 2018. наступио у склопу „Wald retten - Kohle stoppen„ демонстрације против сече шуме Хамбах ради проширења површинског рудника Хамбах у Немачкој. У јуну 2020. свирао је у Минеаполису током протеста након убиства Џорџа Флојда. У марту 2022. свирао је на украјинско-пољској граници са избеглицама.
Дана 5. априла 2025. свирао је на протесту у Нишу у Србији дајући подршку студентима на протестима против корупције који се дешавају широм земље. Следећег дана, 6. априла 2025. у 4 сата ујутро, полиција му је пришла и саопштила му да ће бити депортован, наводно због погрешног печата у пасошу.